# 笑福亭鶴松
笑福亭 鶴松（しょうふくてい
つるまつ）は、落語家の名跡。
- 初代笑福亭鶴松 - 後∶二代目笑福亭圓笑
  - この間にもう一人いたようである
- 二代目笑福亭鶴松 - 二代目笑福亭松鶴門人。初め小文里という。
- 三代目笑福亭鶴松 - 三代目笑福亭松鶴門人。福萬から芝鶴となり、その後鶴家団十郎門に入り団鶴となる。
- 四代目笑福亭鶴松 - 二代目林家木鶴門人。初代桂文我の倅。初め徳太郎という。後に文子となり、二代目笑福亭木三松となり、その後四代目鶴松となる。
- 明石家つる松 - 後∶橘家圓三

笑福亭 鶴松（しょうふくてい
つるまつ、1963年11月17日 - ）は、大阪府寝屋川市出身の上方噺家。本名∶守山 幸弘。血液型はA型。
所属事務所は松竹芸能。上方落語協会会員。出囃子は「官女」。
大阪府立枚方西高等学校を卒業。1982年3月5日、笑福亭松鶴に入門。